# Sonnbergalm
Die Sonnbergalm ist eine Alm in der Gemeinde Kreuth und jahreszeitabhängig bewirtschaftet. Gebäude des Niederlegers sind als Baudenkmal ausgezeichnet.

## Lage
Sonnbergalm Nieder- und Hochleger liegen südseitig am gleichnamigen Sonnberg, einem wenig ausgeprägten Absatz unterhalb des prominenteren Roß- und Buchstein. Der südseitige Zustieg zu den beiden Gipfeln und der Tegernseer Hütte zwischen ihnen führt an beiden Almen vorbei. Vom Almboden des Hochlegers beginnt die anspruchsvolle Felsroute zur Tegernseer Hütte, alternativ kann über den „Altweibersteig“ der Buchstein umgangen und die Hütte von Norden erreicht werden.

## Galerie

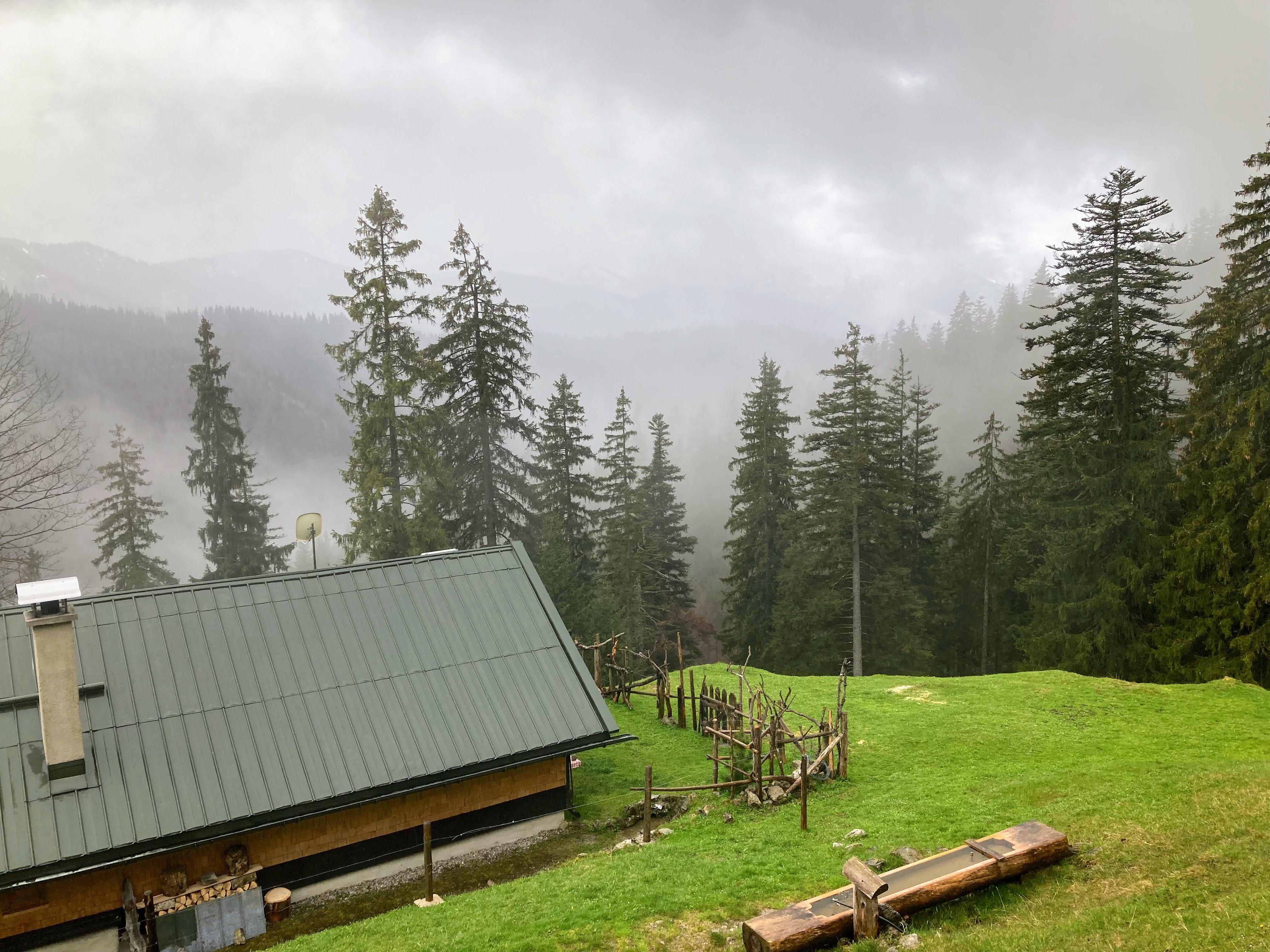
Niederleger